# Культура азбестової кераміки
Культура азбестової кераміки — археологічна культура Фінляндії і Карелії, що сформувалася за бронзової доби у другій половині II тисячоріччя до Р. Х., і що існувала до середини I тисячоріччя після Р. Х.. Носіями цієї культури вважають «протосаамів», що були носіями невідомої дофінноугорської мови, що увійшли до складу сучасних саамів, вепсів і карелів.
Культура азбестової кераміки сформувалася на основі культури ямочно-гребінцевої кераміки.
Основу господарства займали полювання і збирання.
Найрання, ще неолітична на вигляд азбестова кераміка виявлена на так званих поселеннях Піндуши I, Лахта II і Сандермоха IV.
Стоянки стали ділитися на літні та зимові. На літніх стоянках населення запасалося харчами, а восени переходило в утеплені поселення з напівземлянками. У посуду культури азбестового кераміки з'явилися плоске денце, тоді як у всіх попередніх культурах Карелії дно посуду було опуклим і навіть загостреним. Плоскодонні посудини були краще пристосовані для побуту, особливо за пересувань на великі відстані. Носії культури азбестового кераміки вели напівкочовий спосіб життя.
Близько 1000 років до Р. Х. культура азбестового кераміки на території Карельського перешийка вступила у взаємодію з культурою сітчастої кераміки. Велика переселенська хвиля з півдня з'явилася лише за раннього середньовіччя, що призвела до асиміляції протосаамів у середньовічні фіноугорські народи.